# Третий дивизион чемпионата мира по хоккею с шайбой 2020
Чемпионат мира по хоккею с шайбой 2020 года в III-м дивизионе — спортивное соревнование по хоккею с шайбой под эгидой ИИХФ, которое планировалось впервые провести в двух группах. Турнир группы А должен был проходить с 19 по 25 апреля в небольшом люксембургском городе Кокельшойере. В городе Кейптаун (ЮАР) с 20 по 23 апреля на ледовой арене Грандвест (Grandwest Ice Arena) должны были пройти матчи группы В. Международная федерация хоккея из-за распространения коронавирусной инфекции COVID-19 отменила чемпионат мира в третьем дивизионе.

## Определения места проведения
Места проведения турниров были определены на ежегодном конгрессе ИИХФ в 2019 году в Братиславе. На этом конгрессе было принято решение об учреждении четвёртого дивизиона и реформировании третьего. Турниры пройдут в Люксембурге и ЮАР.

## Регламент
По итогам турнира команда, занявшая первое место в группе А, должна была получить право играть в группе В второго дивизиона чемпионата мира 2021 года, а команда, занявшая последнее место, перешла бы в группу В третьего дивизиона чемпионата мира по хоккею с шайбой 2021 года. Команда, занявшая первое место в группе В, должна была получить право играть в группе А третьего дивизиона чемпионата мира по хоккею с шайбой 2021 года, а команда, занявшая последнее место, перешла бы в четвёртый дивизион чемпионата мира по хоккею с шайбой 2021 года.

## Участвующие команды
В чемпионате должны были принять участие 10 национальных команд — три из Европы, шесть из Азии и одна из Африки. Сборная КНДР пришла из второго дивизиона. сборная ОАЭ, сборная Гонконга, сборная Таиланда и сборная Боснии и Герцеговины пришли из квалификационного турнира третьего дивизиона, остальные — с прошлого турнира третьего дивизиона.

### Группа А
| Сборная      | Квалификация                                                                      |
| ------------ | --------------------------------------------------------------------------------- |
| КНДР         | Заняла 6-е место в группе В второго дивизиона и вылетела оттуда в 2019 году       |
| Турция       | Заняла 2-е место в группе A третьего дивизиона в прошлом году                     |
| Туркменистан | Заняла 3-е место в группе A третьего дивизиона в прошлом году                     |
| Люксембург   | Хозяева, заняла 4-е место в группе A третьего дивизиона в прошлом году            |
| Тайвань      | Заняла 5-е место в группе A третьего дивизиона в прошлом году                     |
| ОАЭ          | Заняла 1-е место в квалификации третьего дивизиона и поднялась оттуда в 2019 году |

### Группа В
| Сборная              | Квалификация                                                                          |
| -------------------- | ------------------------------------------------------------------------------------- |
| ЮАР                  | Хозяева, заняла 6-е место в группе А третьего дивизиона и вылетела оттуда в 2019 году |
| Гонконг              | Заняла 2-е место в квалификации третьего дивизиона и поднялась оттуда в 2019 году     |
| Таиланд              | Заняла 3-е место в квалификации третьего дивизиона и поднялась оттуда в 2019 году     |
| Босния и Герцеговина | Заняла 4-е место в квалификации третьего дивизиона и поднялась оттуда в 2019 году     |